# Emílio Goeldi
Emílio Augusto Goeldi (var. Göldi, var. Émil August Goeldi) (Ennetbühl, 28 de agosto de 1859 — Berna, 5 de julho de 1917) foi um naturalista e zoólogo suíço-alemão. Ele estudou na Alemanha com Ernst Haeckel, e chegou ao Brasil em 1880 para trabalhar no Museu Nacional Brasileiro no Rio de Janeiro, indo posteriormente trabalhar no Museu Paraense (que posteriormente receberia o nome de Museu Paraense Emílio Goeldi) em Belém, atendendo um convite do governador do Pará Lauro Sodré, onde permaneceu de 1894 até 1907.
Durante o século XIX houve grande movimentação de naturalistas estrangeiros em solo brasileiro. Muitos deles voltaram para sua terra natal com amostras da fauna e flora brasileira, além de objetos indígenas.

## Biografia
Goeldi chegou ao Brasil com 21 anos, na capital do Império, e foi contratado pelo Museu Imperial, em 1884. Em 1885, foi nomeado subdiretor da Seção de Zoologia onde, durante cinco anos, desenvolveu estudos sobre répteis, insetos, aracnídeos, mamíferos e aves. Os estudos sobre zoologia agrícola também foram alvo de interesse de Goeldi que investigou as pragas que atacavam importantes regiões produtoras do Brasil, a exemplo das videiras paulistas e dos cafeeiros do Vale do Paraná.

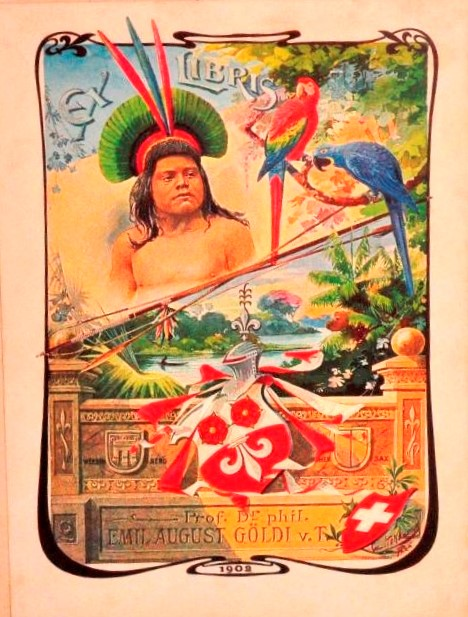
Ex-líbris do naturalista.

Atraído pela história da ciência, Goeldi elaborou amplo estudo sobre o assunto, a partir de minuciosa investigação de manuscritos, livros e acervos formados por naturalistas que percorreram o Brasil nos séculos XVIII e XIX. Como Goeldi, muitos pesquisadores estrangeiros se fixaram no Brasil. Porém, com a proclamação da república, o Museu Imperial foi transformado em Museu Nacional e passou por uma reforma administrativa que incluía um novo regulamento para o museu, nova tabela de vencimentos e a exigência de "ponto" para os naturalistas. Goeldi estava entre os cientistas que se desligaram do Museu, junto com Orvile Derby (1890), Fritz Müller, Hermann von Ihering e Wilhelm Schwacke (1891) e Carl Schreiner (1893).
Sem renda para sustentar a família, Goeldi transferiu-se com a mulher, Adeline Meyer, e com o filho, Walther Eugen, para a terra do sogro na Serra dos Órgãos, o que lhe oportunizou a direção de um núcleo de imigrantes suíços na então Colônia Alpina (atual Teresópolis, no Rio de Janeiro). Esse projeto de colonização rendeu a Goeldi e ao sogro muitas intrigas e dívidas:  ambos foram acusados de tirania, maus-tratos e exploração dos colonos. Essa passagem da vida de Goeldi foi "esquecida" graças à influência do sogro, Eugen Meyer - rico comerciante suíço radicado no Rio de Janeiro.
Os descendentes de Emilio Goeldi, hoje residem em sua maioria na cidade de Taubaté(SP) onde existe uma Instituição denominada Associação Artística Cultural Oswaldo Goeldi, Ponto de Cultura do Governo do Estado de São Paulo, da qual uma das vertentes é o Projeto Goeldi, dirigido por sua bisneta : Lani Goeldi-curadora de arte e gestora cultural.

## Goeldi no Pará
Em 1893, Goeldi aceitou convite do governador do Pará, Lauro Sodré, para assumir a direção do Museu Paraense, que se encontrava em estado de abandono. Sua missão seria a de transformar aquele museu em um grande centro de pesquisa sobre a região amazônica. Assumindo o desafio, ele começou promovendo uma ampla mudança na estrutura do Museu, para enquadrá-lo às normas tradicionais de museus de História Natural, além de contratar uma equipe de cientistas e técnicos.
Em 1895, criava-se o Parque Zoobotânico - mostra da fauna e flora regionais para educação e lazer da população - e, em 1896, começou a publicação do Boletim Científico, com boa repercussão.
Grande parte da Amazônia foi visitada, realizando-se intensivas coletas para formar as primeiras coleções zoológicas, botânicas, geológicas e etnográficas. Goeldi contratou o excelente pintor e profundo conhecedor do ambiente amazônico, Ernesto Lohse, que ilustrou o livro “Álbum de Aves Amazônicas”, com sublimes pranchas.
Integrando-se à luta nacional contra a Febre Amarela, Goeldi mobilizou o Museu para identificar as principais espécies de mosquitos da Amazônia, bem como o ciclo reprodutivo desses insetos. As pesquisas intensificaram-se a partir de 1902, quando se publicou, no Diário Oficial, um trabalho sobre profilaxia e combate à Febre Amarela, Malária e Filariose, antecedendo as recomendações que o médico Oswaldo Cruz faria quando esteve em Belém, em 1910.
Durante a gestão Goeldi, o Museu ganhou respeito internacional, por conta do desenvolvimento de pesquisas geográficas, geológicas, climatológicas, agrícolas, faunísticas, florísticas, arqueológicas, etnológicas e museológicas.
Em 1907, após 13 anos de atividades incessantes em Belém, Emílio Goeldi retirou-se, doente, para a Suíça, onde veio a falecer aos 58 anos.
Em sua homenagem, o Museu que ele dirigiu, em Belém, em 1901 passou a se chamar "Museu Paraense Emílio Goeldi".